# Zal (mitologia)

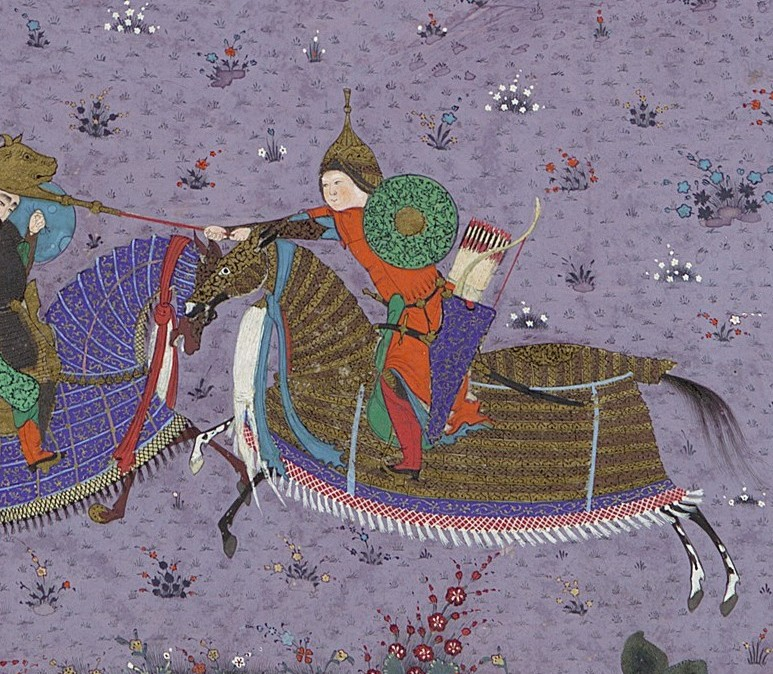
Zal mentre uccide Khazarvan

Zāl (in persiano: زال, AFI: [zɒːl]), traslitterato anche Zaal, è un leggendario guerriero persiano che compare nello Shahnameh (Il libro dei re), un'opera scritta dal poeta persiano Ferdowsi attorno al 1000 d.C.

## Storia
Essendo nato con i capelli bianchi, era stato reputato un demone e quindi abbandonato in solitudine sul monte Elbrūz: ma l'uccello Simurgh si prese cura di lui. Dopo varie peripezie, Zāl si innamorò di Rōdābah, figlia del re di Kabūl Mihrāb. Dai due nacque Rostam, l'Ercole persiano, il difensore dell'Iran, il quale intronizzò Kai Qobād, primo re della dinastia dei Kayanidi.